# IPad Mini 3
iPad mini (stylizováno jako iPad mini) je celkově třetí generace menšího tabletu iPadu Mini od americké firmy Apple o velikosti 8 palců. Byl představen na konferenci Applu 22. října 2014. Hlavní rozdíl je přidání snímače prstů Touch ID.

## Design
Design je naprosto stejný, jako u 2. generace. Byla přidaná zlatá barva.

## Hardware
Tablet využívá 64bitový procesor Apple A7, jako u iPhone 5S a 2. generace. Fotit se dá pomocí 5 MP a přední na videohovory 1,2 MP. Opět jsou 2 verze : Wi-Fi a Wi‑Fi + Cellular(data). Využívá displej, o velikosti 7,9 palců a Retina displej o rozlišení 2048 × 1536 pixelů při 326 bodech na palec (ppi). Technologie displeje je IPS s podsvícením LED. Pro komunikaci je zde Wi-Fi (802.11 a/b/g/n), Bluetooth 4.0, konektor Lighting a u verze Cellular datové technologie (EDGE, 3G, LTE). Jako snímač používá tří-osý gyroskop, akcelerometr a snímač okolního osvětlení. Místo normálního Home tlačítka je snímač otisků prstů Touch ID.

## Baterie a výdrž
Životnost na 1 nabití je stejná, jako u 2. generace. Výrobce slibuje až 10 hodin na internetu pomocí Wi-Fi.